# Martinstor (Wangen im Allgäu)

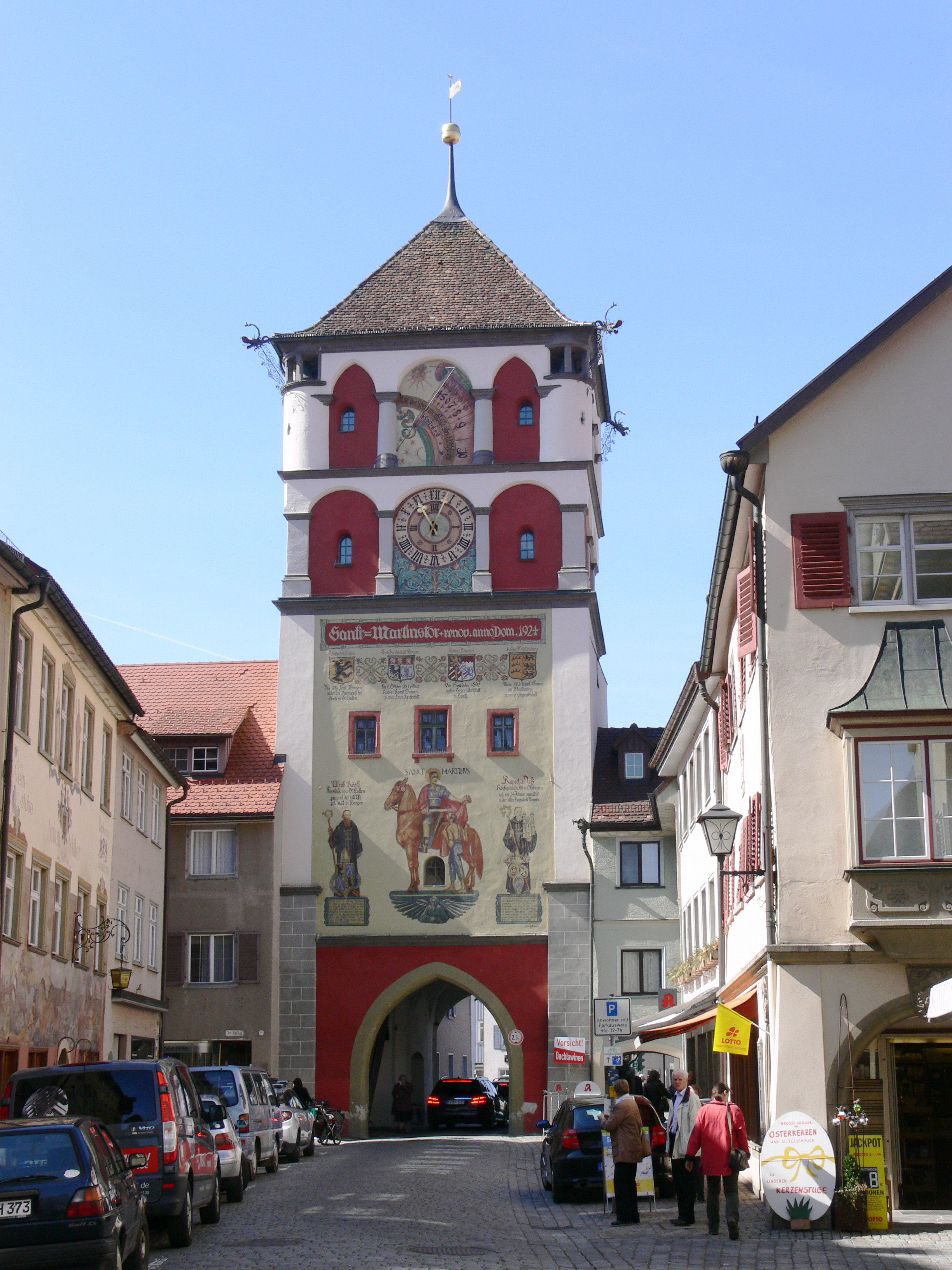
Martinstor

Das fünfgeschossige, aus Argenkieseln und Backsteinen gemauerte Martinstor, auch Lindauer Tor genannt, ist neben dem Frauentor und dem Pfaffentor am Rathaus eines der drei noch existierenden Stadttore der Stadt Wangen im Allgäu, die anderen beiden wurden im 19. Jahrhundert abgerissen.
Das Tor wurde 1347 erstmals erwähnt und schließt die Paradiesstraße in der Altstadt nach Südwesten ab. Die spitzbogige Tordurchfahrt weist noch Reste gotischer Ausmalung auf. Seine heutige Form erhielt es im Jahr 1608 mit einem Umbau, einer Aufstockung und der Bemalung von Johann Andreas Rauch. Die heutige Bemalung stammt von August und Josef Braun aus dem Jahre 1924. Die Bemalung zeigt stadtseitig den heiligen Martin, Ulrich Rösch, Abt von St. Gallen, und Rupert Neß, Abt von Ottobeuren, und die Wappen des Klosters St. Gallen, der Stadt Wangen, des Königreichs Bayern und des Königreichs Württemberg. Darüber befinden sich Blendarkaden mit gemalten Uhren (auf beiden Seiten eine) und stadtwärts einer Sonnenuhr. Das eingezogene Zeltdach ist mit schmiedeeisernen Wasserspeiern verziert.